# Prix World Fantasy
Le prix World Fantasy est un prix littéraire créé en 1975 et récompensant des œuvres de fantasy. Le vainqueur est désigné lors de la World Fantasy Convention. Ses participants établissent la liste des nominations avant qu'un jury, renouvelé tous les ans, prenne sa décision.
Les prix sont décernés dans plusieurs catégories distinctes (roman, nouvelle, illustrateur, ...). La catégorie « grand maître » récompense quant à elle l'ensemble de la carrière d'un écrivain.
Jusqu'en 2015, le vainqueur remporte une sculpture de Gahan Wilson représentant l'écrivain Howard Phillips Lovecraft, ce qui vaut parfois à ce prix d'être surnommé le Howard Award. En raison de la nature raciste de certains propos de cet écrivain, il a été décidé de changer le trophée à partir de l'année 2016.

## Catégories de récompense
Les prix World Fantasy sont divisés en dix catégories, comprenant à la fois des prix pour les œuvres écrites et pour les professionnels du domaine. Les conditions d'éligibilité sont définies de manière vague : les œuvres doivent avoir été publiées au cours de l'année civile précédente et les professionnels doivent encore être en vie. Tous les types d'œuvres fantastiques sont acceptés, quel que soit le sous-genre ou le style, bien que la question de savoir si une œuvre donnée est considérée comme fantastique est laissée à la discrétion des proposants et du juge.
- Meilleur roman : créé en 1975, récompense les récits de 40 000 mots ou plus ;
- Meilleur roman court : créé en 1982, récompense les récits ayant entre 10 000 et 40 000 mots ;
- Meilleure nouvelle : créé en 1975, récompense les récits ayant moins de 10 000 mots ;
- Meilleur recueil de nouvelles : créé en 1975, récompense les recueils de nouvelles rédigées par un seul auteur ;
- Meilleure anthologie : créé en 1988, récompense les anthologies ;
- Meilleur artiste : créé en 1975, récompense les artistes ;
- Prix spécial pour les professionnels : créé en 1975, récompense les professionnels dans le domaine de la Fantasy ;
- Prix spécial pour les non-professionnels : créé en 1975, récompense les non-professionnels dans le domaine de la Fantasy ;
- Prix de la Convention : créé en 1978, récompense les contributions sans égales au genre Fantasy ;
- Grand Maître (Life Achievement) : créé en 1975, récompense les artistes pour leur service exceptionnel dans le domaine de la Fantasy.

## Palmarès
Sauf indication contraire ou complémentaire, les informations mentionnées dans cette section proviennent du site officiel du prix World Fantasy et de la Science Fiction Awards Database.

### Années 1970

#### 1975
- Roman : La Magicienne de la forêt d'Eld (The Forgotten Beasts of Eld) par Patricia A. McKillip
- Nouvelle : Extraits du journal d'une adolescente (Pages from a Young Girl's Diary) par Robert Aickman
- Recueil : Worse Things Waiting par Manly Wade Wellman
- Artiste : Lee Brown Coye
- Grand maître : Robert Bloch

#### 1976
- Roman : Le Jeune Homme, la Mort et le Temps (Bid Time Return) par Richard Matheson
- Nouvelle : Belsen Express (Belsen Express) par Fritz Leiber
- Recueil : The Enquiries Of Dr. Esterhazy par Avram Davidson
- Artiste : Frank Frazetta
- Grand maître : Fritz Leiber

#### 1977
- Roman : Docteur rat (Doctor Rat) par William Kotzwinkle
- Nouvelle : There's a Long-Long Trail A-Winding par Russell Kirk
- Anthologie ou recueil : Freights par Kirby McCauley
- Artiste : Roger Dean
- Grand maître : Ray Bradbury

#### 1978
- Roman : Notre-Dame des ténèbres (Our Lady of Darkness) par Fritz Leiber
- Nouvelle : La Cheminée (The Chimney) par Ramsey Campbell
- Anthologie ou recueil : Murgunstrumm and Others par Hugh B. Cave
- Artiste : Lee Brown Coye
- Grand maître : Frank Belknap Long

#### 1979
- Roman : Gloriana ou la Reine inassouvie (Gloriana) par Michael Moorcock
- Nouvelle : Naples (Naples) par Avram Davidson
- Anthologie ou recueil : Shadows par Charles L. Grant
- Artiste : Alicia Austin
- Grand maître : Jorge Luis Borges

### Années 1980
| Sommaire : | - Haut - 1980 - 1981 - 1982 - 1983 - 1984 - 1985 - 1986 - 1987 - 1988 - 1989 |

#### 1980
- Roman : La Tour de guet (Watchtower) par Elizabeth A. Lynn
- Nouvelle : The Woman Who Loved the Moon par Elizabeth A. Lynn et Mackintosh Willy par Ramsey Campbell (ex æquo)
- Anthologie ou recueil : Amazons ! par Jessica Amanda Salmonson
- Artiste : Don Maitz
- Grand maître : Manly Wade Wellman

#### 1981
- Roman : L'Ombre du bourreau (The Shadow of the Torturer) par Gene Wolfe
- Nouvelle : Les Vilains Poulets (The Ugly Chicken) par Howard Waldrop
- Anthologie ou recueil : Dark Forces par Kifby McCauley
- Artiste : Michael Whelan
- Grand maître : Catherine Lucille Moore

#### 1982
- Roman : Le Parlement des fées (Little, Big) par John Crowley
- Roman court : The Fire When it Comes par Parke Godwin
- Nouvelle : Le Sombre Pays (The Dark Country) par Dennis Etchison et Le Chenal (The Reach / Do the dead sing ?) par Stephen King (ex æquo)
- Anthologie ou recueil : Elsewhere par Terri Windling et Mark Arnold
- Artiste : Michael Whelan
- Grand maître : Italo Calvino

#### 1983
- Roman : La Quête de Nifft-le-mince (Nifft the Lean) par Michael Shea
- Roman court : Beyond All Measure par Karl Edward Wagner et Confess the Seasons par Charles L. Grant (ex æquo)
- Nouvelle : The Gorgon par Tanith Lee
- Anthologie ou recueil : Nightmare Seasons par Charles L. Grant
- Artiste : Michael Whelan
- Grand maître : Roald Dahl

#### 1984
- Roman : The Dragon Waiting par John M. Ford
- Roman court : L'Air noir (Black Air) par Kim Stanley Robinson
- Nouvelle : Elle est Trois (La Mort) (Elle est Trois (La Mort)) par Tanith Lee
- Anthologie ou recueil : High Spirits par Robertson Davies
- Artiste : Stephen Gervais
- Grand maître : Lyon Sprague de Camp, Richard Matheson, E. Hoffmann Price, Jack Vance et Donald Wandrei

#### 1985
- Roman : La Forêt des Mythimages (Mythago Wood) par Robert Holdstock et La Magnificence des oiseaux (The Bridge of Birds) par Barry Hughart (ex æquo)
- Roman court : Le Pays invaincu (The Unconquered Country) par Geoff Ryman
- Nouvelle : The Bones Wizard par Alan Ryan et Nature morte avec scorpion (Still Life with Scorpion) par Scott Baker (ex æquo)
- Anthologie ou recueil : Les Livres de sang, volumes 1 à 3 (Clive Barker's Books of Blood, volume 1-3) par Clive Barker
- Artiste : Edward Gorey
- Grand maître : Theodore Sturgeon

#### 1986
- Roman : Le Chant de Kali (Song of Kali) par Dan Simmons
- Roman court : Naldelman's God par T. E. D. Klein
- Nouvelle : Paper Dragons par James Blaylock
- Anthologie ou recueil : Imaginary Lands par Robin McKinley
- Artiste : Jeffrey Catherine Jones
- Grand maître : Avram Davidson

#### 1987
- Roman : Le Parfum (Das Parfum) par Patrick Süskind
- Roman court : Hatrack River par Orson Scott Card
- Nouvelle : Lumière rouge (Red Light) par David J. Schow
- Anthologie ou recueil : Tales of the Quintana Roo par James Tiptree, Jr
- Artiste : Robert Gould
- Grand maître : Jack Finney

#### 1988
- Roman : Replay (Replay) par Ken Grimwood
- Roman court : Petites bufflesses, voulez-vous sortir ce soir ? (Buffalo Gals, Won't You Come Out Tonight?) par Ursula K. Le Guin
- Nouvelle : Le Meilleur Homme d'ami (Friend's Best Man) par Jonathan Carroll
- Recueil : Le Chasseur de jaguar (The Jaguar Hunter) par Lucius Shepard
- Anthologie : The Architecture of Fear par Kathryn Cramer et Peter D. Pautz et Dark Descent par David G. Hartwell (ex æquo)
- Artiste : J. K. Potter
- Grand maître : E. F. Bleiler

#### 1989
- Roman : Koko (Koko) par Peter Straub
- Roman court : Skin Trade (The Skin Trade) par George R. R. Martin
- Nouvelle : Winter Solstice, Camelot Station par John M. Ford
- Recueil : Stories from the Old Hotel par Gene Wolfe et Angry Candy par Harlan Ellison (ex æquo)
- Anthologie : The Year's Best Fantasy : Anthologie : First Annual Collection par Ellen Datlow et Terri Windling
- Artiste : Edward Gorey
- Grand maître : Evangeline Walton

### Années 1990
| Sommaire : | - Haut - 1990 - 1991 - 1992 - 1993 - 1994 - 1995 - 1996 - 1997 - 1998 - 1999 |

#### 1990
- Roman : Madouc (Madouc) par Jack Vance
- Roman court : La Grande Œuvre du temps (Great Work of Time) par John Crowley
- Nouvelle : The Illusionist par Steven Millhauser
- Recueil : Nouvelles (Richard Matheson : Recueil : Collected Stories) par Richard Matheson
- Anthologie : The Year's Best Fantasy : Anthologie : Second Annual Collection par Ellen Datlow et Terri Windling
- Artiste : Thomas Canty
- Grand maître : Raphael Aloysius Lafferty

#### 1991
- Roman : Thomas le Rimeur (Thomas the Rhymer) par Ellen Kushner et Notre mère qui est aux cieux (Only Begotten Daughter) par James Morrow (ex æquo)
- Roman court : Bones par Pat Murphy
- Nouvelle : Songe d'une nuit d'été (A Midsummer Night's Dream) par Neil Gaiman et Charles Vess
- Recueil : The Start of the End of it All and Other Stories  par Carol Emshwiller
- Anthologie : Best New Horror par Stephen Jones (en) et Ramsey Campbell
- Artiste : Dave McKean
- Grand maître : Ray Russell

#### 1992
- Roman : Le Mystère du lac (Boy's Life) par Robert McCammon
- Roman court : L'Arbre aux épines (The Ragthorn) par Robert Holdstock et Garry Kilworth
- Nouvelle : The Somewhere Doors par Fred Chappell
- Recueil : Le Bout du monde (The Ends of the Earth) par Lucius Shepard
- Anthologie : The Year's Best Fantasy & Horror: Anthologie : Fourth Annual Collection par Ellen Datlow et Terri Windling
- Artiste : Tim Hildebrandt
- Grand maître : Edd Cartier

#### 1993
- Roman : Poker d'âmes (Last Call) par Tim Powers
- Roman court : Le Village fantôme (The Ghost Village) par Peter Straub
- Nouvelle : Photo de classe (This Year's Class Picture) par Dan Simmons et Graves par Joe Haldeman (ex æquo)
- Recueil : The Sons of Noah and Other Stories par Jack Cady
- Anthologie : Metahorror par Dennis Etchison
- Artiste : James Gurney
- Grand maître : Harlan Ellison

#### 1994
- Roman : Fugues (Glimpses) par Lewis Shiner
- Roman court : Under the Crust par Terry Lamsley
- Nouvelle : The Lodger par Fred Chappell
- Recueil : Alone with the Horrors par Ramsey Campbell
- Anthologie : Full Spectrum 4 par Lou Aronica, Amy Stout et Betsy Mitchell
- Artiste : J. K. Potter
- Grand maître : Jack Williamson

#### 1995
- Roman : En remorquant Jéhovah (Towing Jehovah) par James Morrow
- Roman court : Dernier été à Mars Hill (Last Summer at Mars Hills) par Elizabeth Hand
- Nouvelle : L'Homme au costume noir (The Man in the Black Suit) par Stephen King
- Recueil : The Calvin Coolidge Home for Dead Comedians and A Conflagration Artist par Bradley Denton
- Anthologie : La Petite Mort (Little Deaths) par Ellen Datlow
- Artiste : Jacek Yerka
- Grand maître : Ursula K. Le Guin

#### 1996
- Roman : Le Prestige (The Prestige) par Christopher Priest
- Roman court : Radio Waves (Radio Waves) par Michael Swanwick
- Nouvelle : The Grass Princess par Gwyneth Jones
- Recueil : Seven Tales and a Fable par Gwyneth Jones
- Anthologie : The Penguin Book of Modern Fantasy by Women par A. Susan Williams et Richard Glyn Jones
- Artiste : Gahan Wilson
- Grand maître : Gene Wolfe

#### 1997
- Roman : Godmother night par Rachel Pollack
- Roman court : A City in Winter par Mark Helprin
- Nouvelle : Thirteen Phantasms par James Blaylock
- Recueil : The Wall of the Sky, The Wall of the Eye par Jonathan Lethem
- Anthologie : Starlight 1 par Patrick Nielsen Hayden
- Artiste : Jean Giraud
- Grand maître : Madeleine L'Engle

#### 1998
- Roman : Physiognomy (The Physiognomy) par Jeffrey Ford
- Roman court : Streetcar Dreams par Richard Bowes
- Nouvelle : Poussières (Dust Motes) par P.D. Cacek
- Recueil : The Throne of Bones par Brian McNaughton
- Anthologie : Bending the Landscape : Anthologie : Fantasy par Nicola Griffith et Stephen Pagel
- Artiste : Alan Lee
- Grand maître : Edward L. Ferman et Andre Norton

#### 1999
- Roman : L'Épouse antilope (The Antelope Wife) par Louise Erdrich
- Roman court : The Summer Isles par Ian R. MacLeod
- Nouvelle : Le Chapeau du spécialiste (The Specialist's Hat) par Kelly Link
- Recueil : Black Glass par Karen Joy Fowler
- Anthologie : Dreaming Down-Under par Jack Dann et Janeen Webb
- Artiste : Charles Vess
- Grand maître : Hugh B. Cave

### Années 2000
| Sommaire : | - Haut - 2000 - 2001 - 2002 - 2003 - 2004 - 2005 - 2006 - 2007 - 2008 - 2009 |

#### 2000
- Roman : Thraxas au royaume de Turai (Thraxas) par Martin Scott
- Roman court : The Transformation of Martin Lake par Jeff VanderMeer et Sky Eyes par Laurel Winter (ex æquo)
- Nouvelle : La Viandeuse (The Chop Girl) par Ian R. MacLeod
- Recueil : Reave the Just and Other Tales par Stephen R. Donaldson et Moonlight and Vines par Charles de Lint (ex æquo)
- Anthologie : Silver Birch, Blood Moon par Ellen Datlow et Terri Windling
- Artiste : Jason Van Hollander
- Grand maître : Marion Zimmer Bradley et Michael Moorcock

#### 2001
- Roman : Les Puissances de l'invisible (Declare) par Tim Powers et Galveston par Sean Stewart (ex æquo)
- Roman court : The Man on the Ceiling par Steve Rasnic Tem et Melanie Tem
- Nouvelle : The Pottawatomie Giant par Andy Duncan
- Recueil : Beluthahatchie and Other Stories par Andy Duncan
- Anthologie : Dark Matter : Anthologie : A Century of Speculative Fiction from the African Diaspora par Sheree R. Thomas
- Artiste : Shaun Tan
- Grand maître : Frank Frazetta et Philip José Farmer

#### 2002
- Roman : Le Vent d'ailleurs (The Other Wind) par Ursula K. Le Guin
- Roman court : The Bird Catcher par S. P. Somtow
- Nouvelle : Queen for a Day par Albert E. Cowdrey
- Recueil : Skin Folk par Nalo Hopkinson
- Anthologie : The Museum of Horrors par Dennis Etchison
- Artiste : Allen Koszowski
- Grand maître : Forrest J Ackerman et George H. Scithers

#### 2003
- Roman : Lignes de vie (The facts of life) par Graham Joyce et Les Fantômes d'Ombria (Ombria in Shadow) par Patricia A. McKillip (ex æquo)
- Roman court : The Library par Zoran Zivkovic
- Nouvelle : Création (Creation) par Jeffrey Ford
- Recueil : The Fantasy Writer's Assistant and Other Stories par Jeffrey Ford
- Anthologie : The Green Man : Anthologie : Tales from the Mythic Forest par Ellen Datlow et Terri Windling et Leviathan Three par Forrest Aguirre et Jeff VanderMeer (ex æquo)
- Artiste : Tom Kidd
- Grand maître : Lloyd Alexander et Donald M. Grant

#### 2004
- Roman : Les Griffes et les Crocs (Tooth and Claw) par Jo Walton
- Roman court : A Crowd of Bone par Greer Gilman
- Nouvelle : Don Ysidro (Don Ysidro) par Bruce Holland Rogers
- Recueil : Bibliomancy par Elizabeth Hand
- Anthologie : Strange Tales par Rosalie Parker
- Artiste : Donato Giancola
- Grand maître : Stephen King et Gahan Wilson

#### 2005
- Roman : Jonathan Strange et Mr Norrell (Jonathan Strange & Mr Norrell) par Susanna Clarke
- Roman court : The Growlimb par Michael Shea
- Nouvelle : Singing My Sister Down par Margo Lanagan
- Recueil : Black Juice par Margo Lanagan
- Anthologie : Acquainted With The Night par Barbara Roden et Christopher Roden et Dark Matter: Reading The Bones par Sheree R. Thomas (ex æquo)
- Artiste : John Picacio
- Grand maître : Tom Doherty et Carol Emshwiller

#### 2006
- Roman : Kafka sur le rivage (Kafka on the Shore) par Haruki Murakami
- Roman court : Escamotage (Voluntary Committal) par Joe Hill
- Nouvelle : CommComm par George Saunders
- Recueil : The Keyhole Opera par Bruce Holland Rogers
- Anthologie : The Fair Folk par Marvin Kaye (en)
- Artiste : James Jean
- Grand maître : John Crowley et Stephen Fabian

#### 2007
- Roman : Soldat de Sidon (Soldier of Sidon) par Gene Wolfe
- Roman court : Botch Town par Jeffrey Ford
- Nouvelle : Journey Into the Kingdom par M. Rickert
- Recueil : Map of Dreams par M. Rickert
- Anthologie : Salon Fantastique par Ellen Datlow et Terri Windling
- Artiste : Shaun Tan
- Grand maître : Betty Ballantine et Diana Wynne Jones

#### 2008
- Roman : Ysabel (Ysabel) par Guy Gavriel Kay
- Roman court : Illyria par Elizabeth Hand
- Nouvelle : Singing of Mount Abora par Theodora Goss
- Recueil : Tiny Deaths par Robert Shearman
- Anthologie : Inferno: New Tales of Terror and the Supernatural par Ellen Datlow
- Artiste : Les Edwards
- Grand maître : Leo et Diane Dillon (en) et Patricia A. McKillip

#### 2009
- Roman : The Shadow Year par Jeffrey Ford et Tender Morsels par Margo Lanagan (ex æquo)
- Roman court : Si les anges livrent combat (If Angels Fight) par Richard Bowes
- Nouvelle : 26 Monkeys, Also the Abyss par Kij Johnson
- Recueil : The Drowned Life par Jeffrey Ford
- Anthologie : Paper Cities: An Anthology of Urban Fantasy par Ekaterina Sedia (en)
- Artiste : Shaun Tan
- Grand maître : Ellen Asher et Jane Yolen

### Années 2010
| Sommaire : | - Haut - 2010 - 2011 - 2012 - 2013 - 2014 - 2015 - 2016 - 2017 - 2018 - 2019 |

#### 2010
- Roman : The City and the City (The City and the City) par China Miéville
- Roman court : Sea-Hearts par Margo Lanagan
- Nouvelle : Pelican Bar (The Pelican Bar) par Karen Joy Fowler
- Recueil : There Once Lived a Woman Who Tried To Kill Her Neighbor’s Baby : Scary Fairy Tales par Ludmila Petrouchevskaïa et The Very Best of Gene Wolfe par Gene Wolfe (ex æquo)
- Anthologie : American Fantastic Tales : Terror and the Uncanny : From Poe to the Pulps / From the 1940s to Now par Peter Straub
- Artiste : Charles Vess
- Grand maître : Brian Lumley, Terry Pratchett et Peter Straub

#### 2011
- Roman : Qui a peur de la mort ? (Who Fears Death) par Nnedi Okorafor
- Roman court : The Maiden Flight of McCauley's Bellerophon par Elizabeth Hand
- Nouvelle : Fossil-Figures par Joyce Carol Oates
- Recueil : What I Didn't See and Other Stories par Karen Joy Fowler
- Anthologie : My Mother She Killed Me, My Father He Ate Me par Kate Bernheimer
- Artiste : Kinuko Y. Craft
- Grand maître : Peter S. Beagle et Angélica Gorodischer

#### 2012
- Roman : Osama (Osama) par Lavie Tidhar
- Roman court : A Small Price to Pay for Birdsong par K. J. Parker
- Nouvelle : La Ménagerie de papier (The Paper Menagerie) par Ken Liu
- Recueil : The Bible Repairman and Other Stories par Tim Powers
- Anthologie : The Weird par Ann VanderMeer et Jeff VanderMeer, éds.
- Artiste : John Coulthart
- Grand maître : Alan Garner (en) et George R. R. Martin

#### 2013
- Roman : Alif l'invisible (Alif the Unseen) par G. Willow Wilson
- Roman court : Let Maps to Others par K. J. Parker
- Nouvelle : The Telling par Gregory Norman Bossert
- Recueil : Where Furnaces Burn par Joel Lane
- Anthologie : Postscripts #28/#29: Exotic Gothic 4 par Danel Olson, éd.
- Artiste : Vincent Chong
- Grand maître : Susan Cooper et Tanith Lee

#### 2014
- Roman : Un étranger en Olondre (A Stranger in Olondria) par Sofia Samatar
- Roman court : Wakulla Springs par Andy Duncan et Ellen Klages (en)
- Nouvelle : The Prayer of Ninety Cats par Caitlín R. Kiernan
- Recueil : The Ape’s Wife and Other Stories par Caitlín R. Kiernan
- Anthologie : Dangerous Women (Dangerous Women) par George R. R. Martin et Gardner R. Dozois, éds.
- Artiste : Charles Vess
- Grand maître : Ellen Datlow et Chelsea Quinn Yarbro

#### 2015
- Roman : L'Âme des horloges (The Bone Clocks) par David Mitchell
- Roman court : Nous allons tous très bien, merci (We Are All Completely Fine) par Daryl Gregory
- Nouvelle : Do You Like to Look at Monsters? par Scott Nicolay
- Recueil : Gifts for the One Who Comes After par Helen Marshall et The Bitterwood Bible and Other Recountings par Angela Slatter (ex æquo)
- Anthologie : Monstrous Affections par Kelly Link et Gavin J. Grant, éds.
- Artiste : Samuel Araya
- Grand maître : Ramsey Campbell et Sheri S. Tepper

#### 2016
- Roman : The Chimes par Anna Smaill (en)
- Roman court : The Unlicensed Magician par Kelly Barnhill
- Nouvelle : Hungry Daughters of Starving Mothers par Alyssa Wong (en)
- Recueil : Bone Swans par C. S. E. Cooney
- Anthologie : She Walks in Shadows par Silvia Moreno-Garcia et Paula R. Stiles, éds.
- Artiste : Galen Dara
- Grand maître : David G. Hartwell (en) et Andrzej Sapkowski

#### 2017
- Roman : La Soudaine Apparition de Hope Arden (The Sudden Appearance of Hope) par Claire North
- Roman court : La Quête onirique de Vellitt Boe (The Dream-Quest of Vellitt Boe) par Kij Johnson
- Nouvelle : Das Steingeschöpf par G. V. Anderson
- Recueil : A Natural History of Hell par Jeffrey Ford
- Anthologie : Dreaming in the Dark par Jack Dann, éd.
- Artiste : Jeffrey Alan Love
- Grand maître : Terry Brooks et Marina Warner

#### 2018
- Roman : Le Changelin (The Changeling) par Victor LaValle et La Cité de Jade (Jade City) par Fonda Lee (ex æquo)
- Roman court : Passing Strange (Passing Strange) par Ellen Klages (en)
- Nouvelle : The Birding: A Fairy Tale par Natalia Theodoridou
- Recueil : The Emerald Circus par Jane Yolen
- Anthologie : The New Voices of Fantasy par Peter S. Beagle et Jacob Weisman, éds.
- Artiste : Gregory Manchess
- Grand maître : Charles de Lint et Elizabeth Wollheim (en)

#### 2019
- Roman : La Marque du sorcier (Witchmark) par C. L. Polk (en)
- Roman court : The Privilege of the Happy Ending par Kij Johnson
- Nouvelle : Ten Deals with the Indigo Snake par Mel Kassel et Like a River Loves the Sky par Emma Törzs (ex æquo)
- Recueil : The Tangled Lands par Paolo Bacigalupi et Tobias S. Buckell
- Anthologie : Worlds Seen in Passing par Irene Gallo, éd.
- Artiste : Rovina Cai
- Grand maître : Hayao Miyazaki et Jack Zipes

### Années 2020
| Sommaire : | - Haut - 2020 - 2021 - 2022 - 2023 - 2024 - 2025 |

#### 2020
- Roman : Queen of the Conquered par Kacen Callender
- Roman court : Silver in the Wood par Emily Tesh
- Nouvelle : Read After Burning par Maria Dahvana Headley (en)
- Recueil : Comptine pour la dissolution du monde (Song for the Unraveling of the World) par Brian Evenson
- Anthologie : New Suns: Original Speculative Fiction by People of Color par Nisi Shawl, éd.
- Artiste : Kathleen Jennings
- Grand maître : Karen Joy Fowler et Rowena Morrill

#### 2021
- Roman : Trouble the Saints par Alaya Dawn Johnson
- Roman court : L'Architecte de la vengeance (Riot Baby) par Tochi Onyebuchi (en)
- Nouvelle : Glass Bottle Dancer par Celeste Rita Baker
- Recueil : Where the Wild Ladies Are par Aoko Matsuda
- Anthologie : The Big Book of Modern Fantasy par Ann VanderMeer (en) et Jeff VanderMeer, éds.
- Artiste : Rovina Cai
- Grand maître : Megan Lindholm et Howard Waldrop

#### 2022
- Roman : Le Trône de Jasmin (The Jasmine Throne) par Tasha Suri
- Roman court : Et que désirez-vous ce soir (And What Can We Offer You Tonight) par Premee Mohamed (en)
- Nouvelle : (emet) par Lauren Ring
- Recueil : Midnight Doorways: Fables from Pakistan par Usman T. Malik (en)
- Anthologie : The Year’s Best African Speculative Fiction (2021) par Oghenechovwe Donald Ekpeki (en), éd.
- Artiste : Tran Nguyen
- Grand maître : Samuel R. Delany et Terri Windling

#### 2023
- Roman : Saint Death’s Daughter par C. S. E. Cooney (en)
- Roman court : Pomegranates par Priya Sharma
- Nouvelle : Incident at Bear Creek Lodge par Tananarive Due
- Recueil : All Nightmare Long par Tim Lebbon
- Anthologie : Africa Risen: A New Era of Speculative Fiction par Oghenechovwe Donald Ekpeki (en), Zelda Knight et Sheree R. Thomas, éds.
- Artiste : Kinuko Y. Craft
- Grand maître : Peter Crowther (en) et John Douglas

#### 2024
- Roman : The Reformatory par Tananarive Due
- Roman court : Half the House Is Haunted par Josh Malerman (en)
- Nouvelle : Silk and Cotton and Linen and Blood par Nghi Vo
- Recueil : No One Will Come Back for Us and Other Stories par Premee Mohamed (en)
- Anthologie : The Book of Witches par Jonathan Strahan, éd.
- Artiste : Audrey Benjaminsen
- Grand maître : Ginjer Buchanan (en) et Jo Fletcher

#### 2025
Les gagnants seront annoncés au cours de la cérémonie des prix World Fantasy 2025 qui se tiendra le 2 novembre 2025 à Brighton en Angleterre durant la World Fantasy Convention.
- Grand maître : Juliet Marillier et Michael Whelan